# Uetz
Uetz là một đô thị thuộc huyện Stendal, bang Sachsen-Anhalt, Đức. Đô thị Uetz có diện tích 5,85 km², dân số thời điểm ngày 31 tháng 12 năm 2006 là 199 người.